# Miami Dolphins
Els Miami dolphins són un equip professional de futbol Americà que té la seu a Miami, Florida, Estats Units. Actualment, l'equip juga a la divisió Est de la Conferència Americana. Els Dolphins varen començar a jugar a l'American Footbal League el 1966 i després van passar a formar part de l'NFL.
El 1972, els Dolphins van aconseguir una marca que fins ara cap a equip ha aconseguit batre, ja que varen acabar invictes (The Perfect Season) la temporada, guanyant la Superbowl VII, els dos partits de play-off i tots els partits de la lliga regular. L'any següent, els Dolphins també varen guanyar la Super Bowl VIII i han aparegut en 3 superbowls més.
Samarreta: Verda aqua i Taronja (El color blau fosc es va afegir a finals dels 90 pel coach Jimmy Johnson). A casa els dolphins solen jugar de blanc, a excepció dels partits nocturns que solen vestir de color verd aqua. Des de l'any 2003 els Dolphins tenen una tercera samarreta de color toronja pels partits del Monday Night (Partit de dilluns al vespre, retransmesos a nivell nacional als Estats Units). Actualment tenen un rècord de 2-0 amb aquesta samarreta, però en el seu quaranta aniversari, els Dolphins no van jugar cap Monday Night a conseqüència de la seva desastrosa temporada el 2004.
Casc: Està format per un dofí saltant en la part frontal del casc.

## Història de la franquícia
Els Dolphins han tingut el millor entrenador de futbol americà professional de la història i el que més victòries ha aconseguit, Don Shula. El 1972 els Dolphins esdevenen el primer equip des que s'instaurà l'actual sistema de competició en acabar un temporada regular sense perdre, i a més a més, posteriorment va guanyar la Super Bowl. Cinc candidats a Hall of Fame van jugar als Dolphins durant els anys 70, el running-back Larry Csonka i el quarterback Bob Griese (pare de Brian Griese, quarterback dels Tampa Bay Buccaneers). Durant els anys 80 i 90 el jugador més popular va ser el mític quarterback Dan Marino, qui encara posseeix una gran quantitat de records en relació al joc aeri.
Els començaments de Miami com a equip de futbol americà neixen a l'American Football League (AFL), quan l'any 1965 obtenen una franquícia com a equip d'extensió gràcies a l'actor Danny Thomas i a l'advocat Joseph Robbie. En un concurs dut a terme aquell mateix any, de cara a posar nom a la franquícia, va comportar la participació de 19.843 persones que van proposar centenars de noms diferents. Entre la dotzena de finalistes hi havia noms com Mariners, Marauders, Mustangs, Missiles, Moons, Sharks, i Suns. El nom guanyador, Dolphins, va ser proposat per 622 persones, entre elles Mrs. Roberta Swanson de West Miami que va obtenir un passi a perpetuïtat quan a més a més de proposar el nom que finalment tindria la franquícia, també va encertar el resultat d'un partit de collage entre les universitats de Notre Dame i de Miami, que va acabar 0-0.
"El dofí és el més ràpid i intel·ligent de les criatures del mar" va dir Joe Robbie quan va anunciar la designació del nom de la franquícia el 8 d'octubre de 1965. "Els dofins poden atacar i matar un tauró o una balena. Els mariners asseguren que mala sort tindrà aquell que en lesioni un."
Els dolphins van començar a jugar l'any 1966, i després de 4 temporades consecutives amb records negatius, Don Shula va reemplaçar George Wilson com a Head Coach. Miami va entrar a l'NFL quan aquesta es va crear amb el sistema actual.

### Els 70: La Perfect Season i les victòries a laSuper Bowl
Els Dolphins varen ser un equip d'èxit durant els setenta. El 1971 l'equip va aconseguir el títol de campió de l'AFC gràcies a la connexió entre el quarterback Bob Griese i el wide receiver Paul Warfield. La final de l'AFC, en la que Miami va derrotar els Kansas City Chiefs, és el partit més llarg de la història de l'NFL (82 minuts i 40 segons). Desgraciadament per Miami, l'equip va ser derrotat a la Superbowl VI pels Dallas Cowboys per 24-3. El 1972 els Dolphins completen la que fins ara ha estat l'única temporada perfecte a l'NFL, guanyant tots els partits de la lliga regular, els dos dels play-off i la Superbowl VII, derrotant els Washington Redskins per 14-7. Aquella temporada, les funcions de passador se les repartiren Griese i el veterà quarterback Earl Morrall, i els running backs Larry Csonka i Mercury Morris aconseguiren més de 1.000 iardes de carrera cadascú. La línia ofensiva va incloure a futurs membres del Hall of Fame com Jim Langer i Larry Little. El 1972, la consistència de la defensa, anomenada "The No-Name" (la sense nom), ja que no hi havia cap estrella que sobresortís i en canvi un molt bon treball en equip, va ser la millor de la temporada. Estava liderada pel linebacker Nick Buoniconti, l'end Bill Stanfill, i els safeties Dick Anderson i Jake Scott.
L'any 1973, Miami tornà a guanyà la Super Bowl, i aquest cop va aconseguir 12 victòries en la temporada regular. A la final, els Dolphins van guanyar als Minnesota Vikings per 24-7. El 1974 Miami va tornar a arribar als Play-Off però foren eliminats en la primera ronda pels Oakland Raiders. Després de la derrota força jugadors, incloent Csonka, Warfield, i el running back Jim Kiick, van provar sort en la desafortunada World Football League (Precursora de l'NFL Europa).
L'any 1975, Miami aconsegueix 10 victòries gràcies a la consistència en el joc aeri de Griese i al joc precís del wide receiver Nat Moore. Aquesta vegada Miami no arribaria als play-off, degut a tenir el desempat desfavorable amb els Baltimore Colts (En l'actualitat Indianapolis Colts). El 1976, l'equip va caure un altre cop amb un record negatiu, però això es va remuntar durant les següents 5 temporades Amb records de deu o més victòries. Shula havia construït una nova configuració d'estrelles, que incloïen el linebacker A. J. Duhe i els linemen Bob Baumhower i Doug Betters. El 1977 els Dolphins acaben amb 10-4, però de nou perden el títol de divisió amb els Baltimore Colts. El 1978 assoleixen els play-off amb una Wild-Card, però són eliminats en la primera ronda pels Houston Oilers. Csonka va tornar a l'equip el 1979. Després de guanyar el títol de divisió, són eliminats de la competició pels que a la postra, serien els campions, els Pittsburgh Steelers.

### Els 80: Apareix Dan Marino

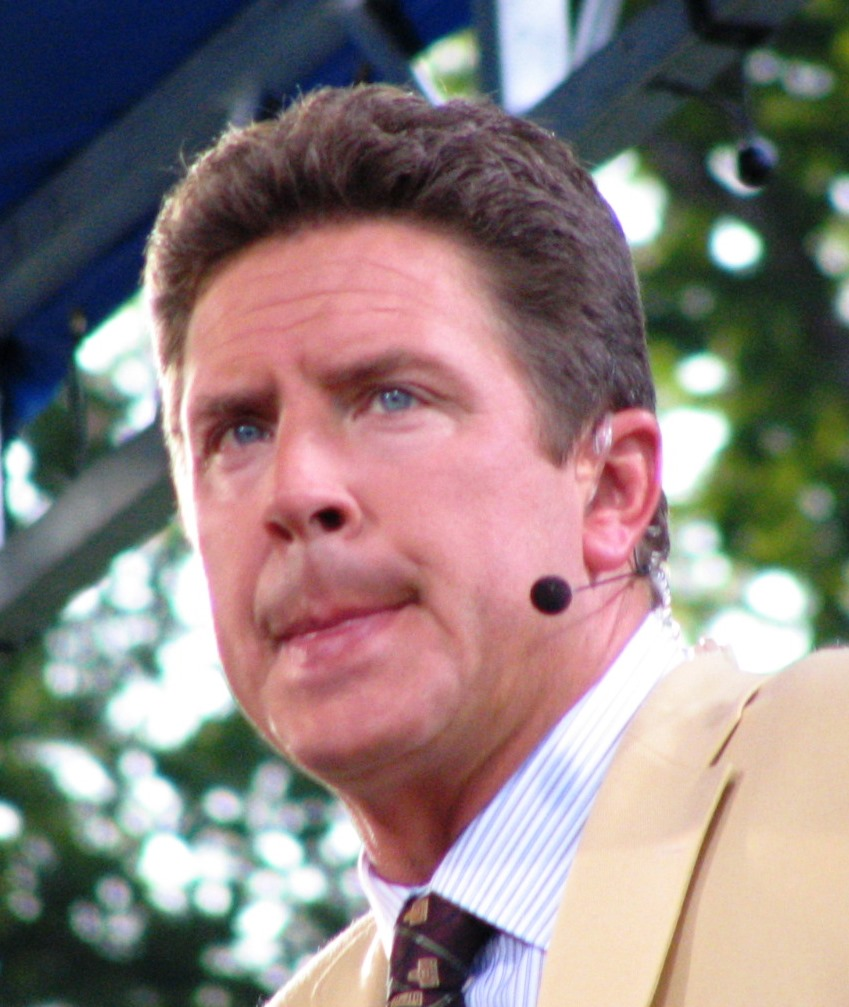
Dan Marino va passar les 17 temporades de la seva carrera amb els Dolphins.

El 1980, David Woodley, un atlètic quarterback provinent de LSU (Louisianna State University) debuta en un partit contra Baltimore substituint a Bob Griese qui s'havia lesionat greument a l'espatlla. Griese, no tornaria a jugar a nivell professional retirant-se a finals d'aquella temporada. Els Dolphins, amb un record de 8-8, serien eliminats dels play-off.
Miami torna al seu millor nivell l'any 1981, on guanya la AFC East amb un record d'11-4-1. Aquesta temporada, la posició de QB és compartida per Woodley i el QB reserva Don Strock, el que va fer que la premsa local els anomenés "Woodstrock.". Aquell any, arribaren als play-off divisionals contra San Diego Chargers, el qual es va convertir en un dels partits més memorables de la història de l'NFL. Perdent 24-0, Strock va entrar al terreny de joc i va propiciar un remuntada frenètica, que es va culminar amb una jugada "Hook and Lateral" on Stroke va fer una passada al WR Duriel Harris qui immediatament va tornar a passar la pilota al RB Tony Nathan qui anotava un touchdown poc segons abans de finalitzar la primera part i deixant el marcador en un 24-17.
Un cop arribats al 4t quart, Miami es posa en avantatge fins que San Diego aconsegueix empatar a 38 quan quedava menys d'un minut pel final del partit. En aqull moment un drive ràpid permet a Miami tenir l'opció de guanyar el partit amb un Field Goal però el tight end dels Chargers Kellen Winslow, pràcticament exhaust, va aconseguir blocar el xut de Uwe von Schummann just quan el rellotge arribava a 0. Von Schummann va tornar a ser blocat a la prorroga, i Rolf Benirschke, kicker de San Diego, va assolir el Field Goal guanyador.
L'any 1982, en una lliga caracteritzada per la vaga, els Dolphins va estar liderats per la "Killer B's" defense (Baumhower, Bill Barnett, Lyle Blackwood, Kim Bokamper, Glenn Blackwood, Doug Betters, Don Bessileu, i Bob Brudzinski), que van deixar a 5 dels seus 9 contrincants amb 14 o menys punts i van portar directament a l'equip de Florida a la seva quarta Super Bowl. Durant les dues primeres rondes de play-off, l'equip es revenja de derrotes prèvies. Al final de temporada, en un partit amb molta neu a Boston en contra dels New England Patriots, una polèmica arbitral va permetre a l'equip de Nova Anglaterra endur-se la victòria. En la primera ronda de play-off, tots dos equips es van tornar a trobar amb una fàcil i contundent victòria de Miami. A la segona ronda, Miami eliminaria San Diego, consumant així la revenja de la temporada anterior. Finalment, a la final de conferència, Miami guanyaria als Jets perdent la Super Bowl contra els Redskins per 27-17.
Irònicament, després de gaudir de l'èxit d'una filosofia basada en la defensa i en control de la pilota en atac per a pressionar el QB contrari, les següents 17 temporades de Miami varen estar marcades per una mitjana de joc de carrera i defensa combinades amb un majestuós quarterback.
Durant el tercer partit de la temporada de 1983, Shula substitueix Woodley pel rookie Dan Marino, qui va aconseguir ser el líder de passada de l'AFC en la seva primera temporada (I amb 3 partits menys) i Rookie de l'any. Durant els primers anys de la dècada dels 80, Marino va aconseguir la més impressionant llista de records relacionats amb el joc aeri de la història de la NFL, aconseguint el record de iardes en una temporada (5804 iardes), 48 touchdowns i 362 passades completades durant l'any 1984 i que tan sols Peyton Manning ha estat capaç de superar. Ajudat per una bona línia i uns bons receptors com Mark Clayton i Mark Duper, acaba la temporada de 1983 amb un record de 12-4, l'únic equip de la AFC amb un record positiu, però són eliminats a la final de conferència pels Seattle Seahawks. Doug Betters va ser escollit millor jugador defensiu de la temporada.
L'any 1984, els Dolphins van guanyar els primers 11 partits, acabant la temporada amb un record de 14-2 (La millor marca des que es juguen 16 partits en temporada regular). Marino, en la seva primera temporada completa, va ser votat MVP i va aconseguir els records abans esmentats. Miami va superar Seattle i Pittsburg en els play-off, però a la Superbowl XIX es varen trobar amb 49ers de Joe Montana que varen guanyar 38-16. Curiosament, aquesta ha estat l'única aparició de Marino en una Super Bowl.
El 1985, Miami acaba l'any amb un record de 12-4, i és l'únic equip capaç de guanyar als Chicago Bears en tota la temporada, assegurant un record que es manté fins avui. Tot i així, a la final de conferència uns sorprenents Patriots derrotarien Miami 31-14, la primera vegada que ho feien des de 1969, passant a jugar una Super Bowl on serien esborrats per Chicago.
L'any 1986, començaren els problemes per l'equip, amb una mala temporada i un record de 8-8 que continuarien en el 1987, on una altra vegada va retallar la temporada i deixaria Miami amb un 8-7. El 1988, s'inaugura el Joe Robbie Stadium (Posteriorment Pro-player Park, Pro-player stadium i actualment Dolphins Stadium, seu també dels partits dels Florida Marlins de l'MLB de Baseball). Aquell l'equip acaba en record negatiu per primera vegada amb molts anys, per tornar al 8-8 l'any 1989.

### Els 90: Aquest any... Tampoc. Marino es queda sense segonaSuper Bowl

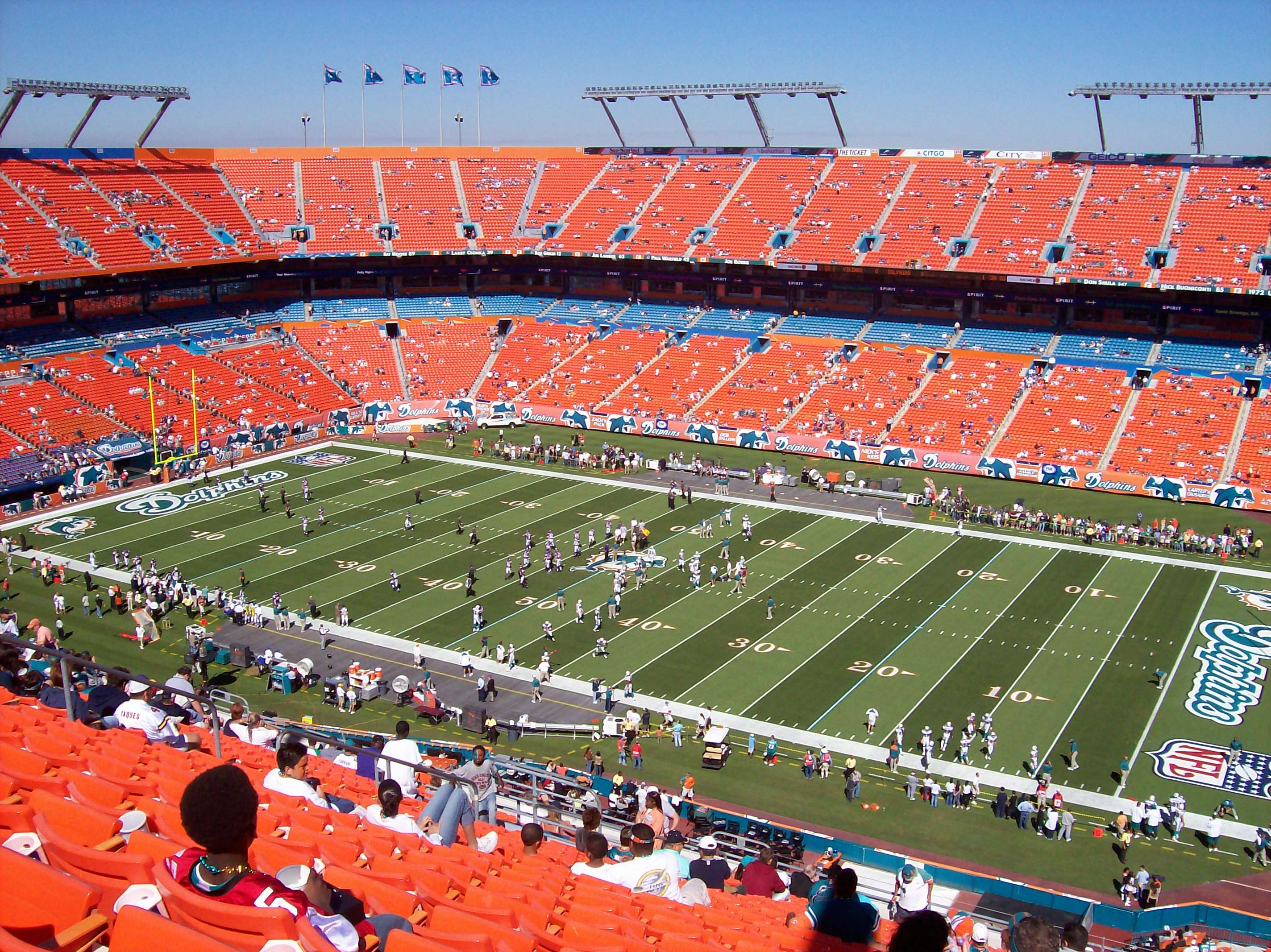
Sun Life Stadium, estadi dels Miami Dolphins.

L'any 1990, els Dolphins una altra vegada es posen les piles en defensa, i acaben amb un record de 12-4, essent segons a l'AFC. A les Wild Cards derroten Kansas City Chiefs, però en un gélid partit, els Buffalo Bills de Jim Kelly aparten de nou a Marino de la Super Bowl. La temporada de 1991, va ser semblant, però aquest cop són els Jets qui eliminen els Dolphins a la prorroga en l'última setmana de la lliga regular.
El 1992, acaba a un record d'11-5, capturant el títol de la AFC en la millor temporada de Mark Higgs com a running back i Keith Jackson (provinent dels Philadelphia Eagles) com a receptor. L'equip, tot i batre San Diego al play-off divisional, torna a caure enfront Buffalo a la final de conferència.
El 1993, va ser un any de lesions, Marino i el seu suplent Scout Mitchell pateixen lesions i Miami perd els últims 5 partits acabant amb un record de 9-7. La tornada de Marino l'any 1994, envalentona l'equip fins a arribar (10-6 en temporada regular) al play-off divisional, però novament San Diego els elimina en un partit d'infart.
El 1995 Marino, aconsegueix superar el record de iardes per carrera professional de Fran Tarkenton (48.841), touchdowns (352), i pasades completes (3.913). Tot i així, els Dolphins acaben 9-7 i han de jugar les Wild-Card contra Buffalo Bills que els elimina. El 1995, Don Shula deixa l'equip i Jimmy Jonson, guanyador de títols universitaris i de dues superbowls amb Dallas, es fa càrrec de l'equip. La primera temporada acaba amb 8-8, però el RB rookie Karim Abdul-Jabbar aconsegueix superar les 1000 iardes de carrera. El 1997, Miami torna al record de 9-7, però New England els elimina als Wild-Card. Un temporada força bona, permet que els Dolphins d'un ja veterà Marino acabi la temporada amb un record de 10-6 al 1998, però els futurs campions els Broncos de John Elway deixarien a Marino sense l'anhelada Super Bowl.
El 1999, la temporada comenta amb un Marino força irregular, que pateéis una greu lesió a la setmana 5. Damon Huard, el QB suplent, porta l'equip fins a una magnífica situació fins a la tornada de Marino durant el tradicional partit del dia d'Acció de Gràcies a Dallas Cowboys. Aquell va ser el començament de la fi, ja que Marino va rebre 5 intercepcions i va acabar amb un rating de 0.0. El record des de la tornada de Marino va ser de 2-6. Tot i així, Miami arriba als play-off i es troba amb Seattle Seahawks comandats per Jon Kitna, qui venia de guanyar la World Bowl a l'NFL Europa amb els Barcelona Dragons, a qui derroten per un ajustadíssim resultat. A la final divisional però, en un trist partit, Miami és eliminat per Jacksonville per 62-7. Després d'aquest partit Jimmy Johnson deixa l'equip, i Dan Marino decideix retirar-se del fútbol professional.

### Els anys 2000

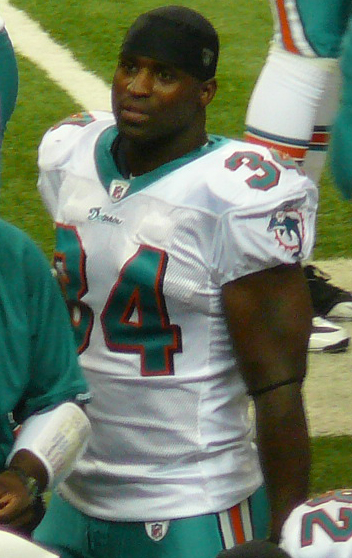
Ricky Williams el 2009.

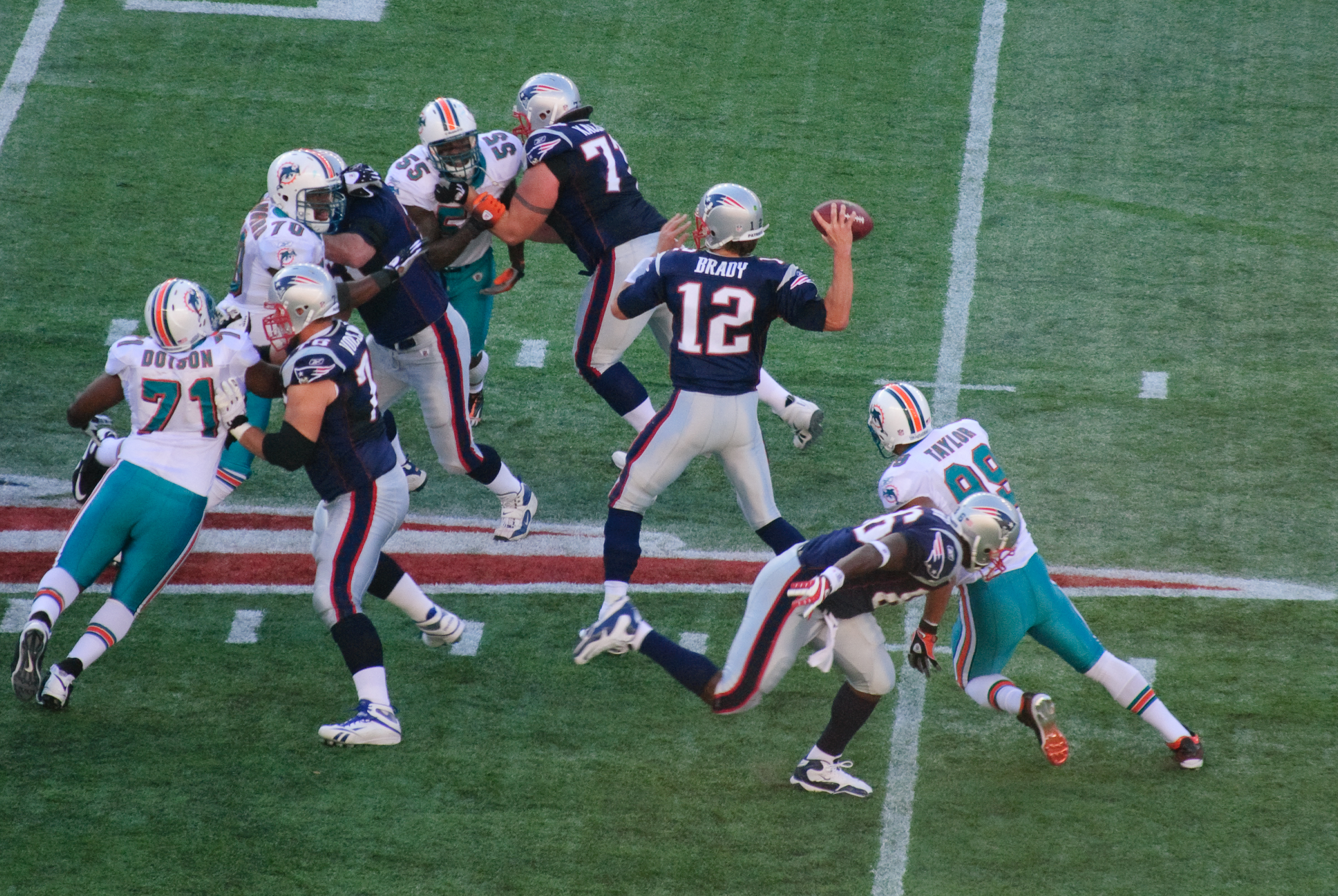
Els Dolphins contra els Patriots el 2009.

Dave Wannstedt, es converteix en el nou entrenador i el QB suplent de Jacksonville Jay Fiedler en el nou titular, el que semblava que havia de ser una nova era per a Miami. Aquell any, la defensa comenta demostrar les seves grans possibilitats amb jugadors com Jason Taylor i Trace Armstrong amb 10 sacks cadascú, i Sam Madison, Brian Walker, Brock Marion i Patrick Surtain amb 5 intercepcions. Lamar Smith, el RB, corre 1139 iardes i Miami aconsegueix acabar a dalt de tot de la AFC East. Als play-off, Miami elimina els Colts en la pròrroga de les Wild Cards, però cau estrepitosament davant els Oakland Raiders per 21-0.
El 2001, una altra temporada correcta deixa Miami amb un 11-5, amb especial atenció al joc del WR Chris Chambers. Tot i així, la lesió de Drew Bledsoe a New England amb l'aparició del QB Tom Brady fa que el títol de divisió marxi cap a Boston, i Miami ha de jugar una Wild-Card contra Baltimore, on perd a casa perd 20-3, en un partit que sempre serà recordat perquè el president George W. Bush es va ennuegar amb una galeta mentre l'estava veient.
El 2002, la incorporació de Ricky Williams provinent de New Orleans Saints, i de Randy McMichael del draft permeten un començament espectacular de Miami amb un record de 5-1, incloent una remuntada de Fiedler en l'últim minut en contra Denver. Per desgràcia una lesió va deixar Fiedler fora de l'equip, i Ray Lucas el QB suplent agafa les rendes del mateix i deixa l'equip 5-4. Tot i així, dues victòries contra Baltimore i San Diego i una derrota contra Buffalo Bills, deixen l'equip amb opcions de quedar ben classificat de cara els Play-off. A falta de dues jornades, una victòria de l'equip el classificava pels play-off i donava opcions ha aconseguit un plaça de bye, però Minnesota Vikings i New England Patriots ho evitarien. Precisament, aquest últim partit con New England, va ser caracteritzat perquè Miami va dominar 3 quarts i 3/4 del quart quart gràcies a un partidàs de Ricky Williams, però una remontada impressionat de l'equip de Tom Brady (Amb opcions d'arribar als play-off) deixaria el marcador molt ajustat al final. Al final, una estúpida penalització, un Kick-off d'Olindo Mare directament "out of Bounds" deixaria Miami igualat al record amb New England Patriots i amb New York Jets. El desempat faria que tant l'equip de Florida com el de Boston fossin eliminats i els Jets assolissin els play-off. De totes maneres, aquest any es recordarà pel record de Ricky Williams que va córrer 1853 iardes de cursa per 16 touchdowns.
El 2003, la temporada comenta molt malament amb una derrota contra els novells Houston Texans, però l'equip es refà amb 4 victòries consecutives. De nou les lesions, i la indecisió del coach entre un Jay Fiedler lesionat o Brian Griese porten l'equip a acabar amb 10-6, i novament eliminats del play-off per molt poc.
El 2004, va ser l'annus horribilis de Miami. Randy McMichael va ser arrestat per un cas de violència domèstica, David Boston el fitxatge estrella es lesiona tot just començar la pretemporada i en queda fora, i especialment, la renuncia i retirada de Ricky Williams (segons alguns rumors relacionades amb el consum de Marihuana) provoquen una crisi que deixa l'equip amb 1-8 i el cessament-dimissió de Wannstedt el 9 de novembre de 2004. El coordinador defensiu Jim Bates es fa càrrec de l'equip i aconsegueix un record de 3-4 i sobretot guanyar als Patriots a Foxboro en el Monday Night Football. A pesar d'això, la directiva decideix no renovar Bates i fitxa Nick Saban de la Louisiana State University

### 2005: Una nova era
La primera pretemporada de Saban ha provocat profunds canvis a Miami. En el draft els Dolphins, amb el número 2 global, escullen Ronnie Brown. També es fitxa Gus Frerotte i es manté el suplent A.J.Feeley. Finalment, i després de complir 4 partits de sanció per abús de substàncies prohibides, Ricky Williams torna a l'equip. La temporada regular comença bé, però la irregularitat és la nota constant fins al final de temporada on s'encadena una llarga ratxa de victòries, insuficients per arribar als play-off amb un record de 9-7, però que donarien la satisfacció de tornar a guanyar als Patriots a Foxboro. El 2006 van acabar darrers a l'AFC Est. Zach Thomas i Jason Taylor van tornar a tenir excel·lents temporades i la defensa va ser excel·lent però l'ofensiva, però, va ser una de les pitjors de la NFL. Entre 2008 i 2011 l'entrenador fou Tony Sparano, entre 2012 i 2018 el quarterback fou Ryan Tannehill i des de 2019 ho han estat Brian Flores i Tua Tagovailoa.

## Palmarès
- Campionats de lliga (2)
  - Campionats de Super Bowl (2): 1972 (VII), 1973 (VIII).
- Campionats de conferència (5)
  - AFC: 1971, 1972, 1973, 1982, 1984.
- Campionats de divisió (13)
  - AFC Est: 1971, 1972, 1973, 1974, 1979, 1981, 1983, 1984, 1985, 1992, 1994, 2000, 2008.

## Estadis
- Miami Orange Bowl (1966-1986)
- Hard Rock Stadium (1987-actualment)